# Italiaans-Zwitserland

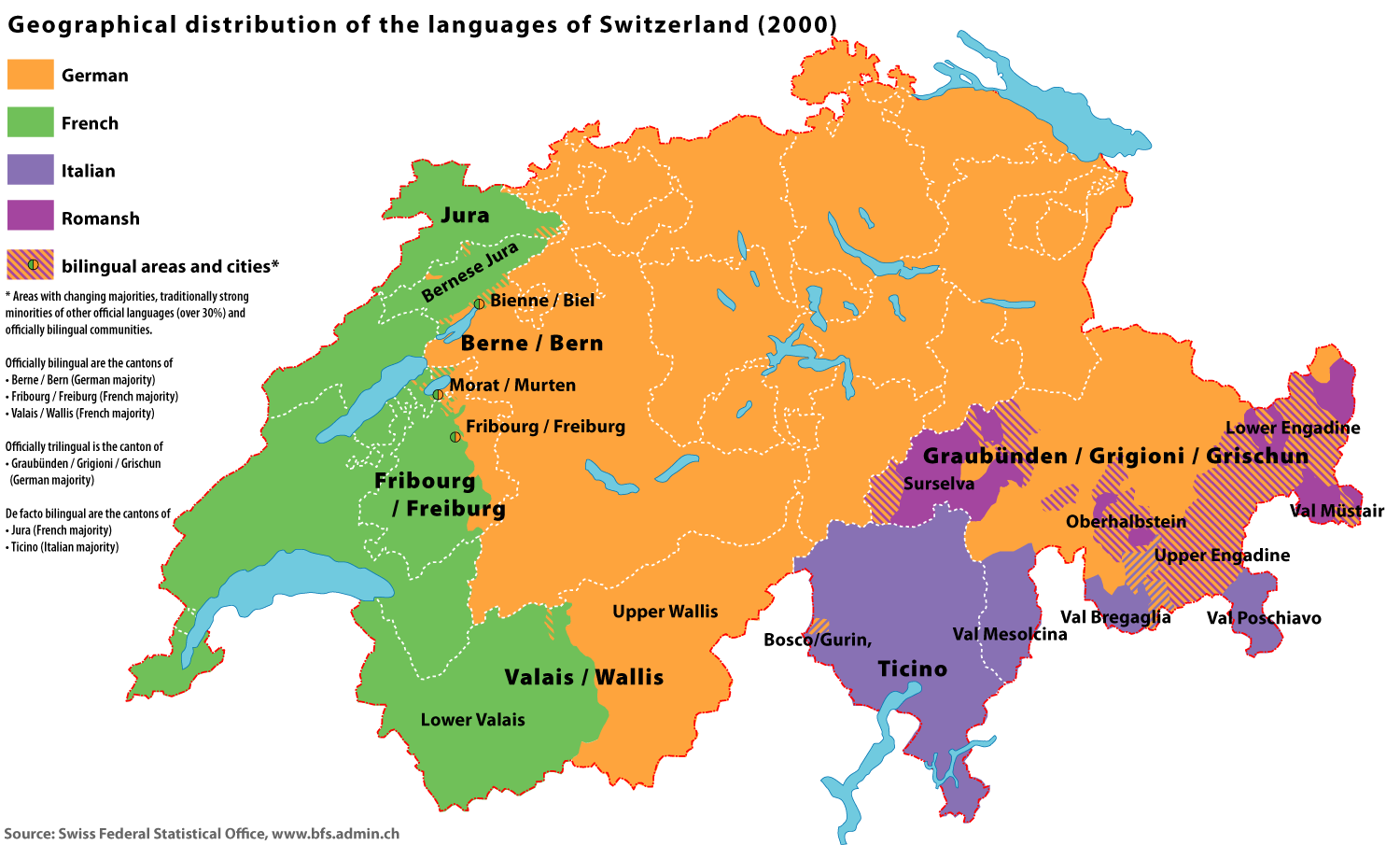
Taalgebieden in Zwitserland (2000)

Italiaans-Zwitserland (Italiaans: Svizzera italiana, Reto-Romaans: Svizra Italiana, Frans: Suisse italienne, Duits: italienische Schweiz) is het Italiaanssprekende deel van Zwitserland. Het bestaat uit het kanton Ticino en het zuidelijke deel van het kanton Graubünden. Er wordt ook Italiaans gesproken in de vallei van Gondo in het kanton Wallis; 2,3% van de inwoners van dit kanton heeft het Italiaans als moedertaal.
De regio is 3500 km² groot en telt ongeveer 350 000 inwoners. In totaal spreken ongeveer 470 000 inwoners van Zwitserland Italiaans. Hun aantal is sterk afgenomen sinds de jaren 1970, toen het zo'n 12% bedroeg. Door een verminderde immigratie vanuit Italië heeft anno 2011 nog maar 6% van de Zwitserse bevolking het Italiaans als moedertaal.
De grootste stad in Italiaans-Zwitserland is Lugano. Een andere belangrijke stad is Bellinzona, de hoofdstad van het kanton Ticino.
Met de oprichting van de Università della Svizzera italiana in 1996 heeft Zwitserland zijn eerste Italiaanstalige universiteit gekregen.